# Virginia Slims of Hawaii
Il Virginia Slims of Hawaii è stato un torneo femminile di tennis che si disputava a Honolulu negli USA su campi in cemento.

## Albo d'oro

### Singolare
| Anno | Campionessa      | Finalista     | Punteggio |
| ---- | ---------------- | ------------- | --------- |
| 1973 | Billie Jean King | Helen Gourlay | 6–1, 6–1  |

### Doppio
| Anno | Campionesse               | Finalista                       | Punteggio     |
| ---- | ------------------------- | ------------------------------- | ------------- |
| 1973 | Kerry Harris / Kerry Reid | Helen Gourlay / Karen Krantzcke | 6–3, 3–6, 6–3 |